# النصب التذكاري للروبل (تومسك)
النصب التذكاري للروبل (بالروسية: Памятник рублю) هو تمثال خشبي يقع في مدينة تومسك، يبلغ وزنه 250 كيلوغرامًا وارتفاعه 2.1 مترًا، تم تصميمه على شكل عملة معدنية من فئة الروبل الروسي. مصنوعة من الصنوبر، ومغطاة بمحلول شفاف خاص يحميها من الرطوبة.
من 10 يونيو 2008 حتى 8 مايو 2014، تم تركيبه على ساحة نوفوسوبورنايا في تومسك، حيث تم تفكيكه بغرض إصلاح الأضرار الناجمة عن المخربين.

## تاريخ
تم إنشاء نصب الروبل الخشبي في 10 يونيو 2008 كجزء من كرنفال تومسك الرابع.